# Pierre Flahault
Pierre Louis Joseph Flahault (* 30. April 1921 in Saint-Maur-des-Fossés; † 11. März 2016 in Boulogne-Billancourt) war ein französischer Autorennfahrer.

## Karriere im Motorsport
In den 1950er-Jahren gab es eine Gruppe französischer Rennfahrer, die vor allem die hubraumkleinen Rennwagen von Deutsch & Bonnet, Panhard und Monopole fuhren. Zu ihnen gehörten unter anderen Paul Armagnac, Gérard Laureau, Jean-Claude Vidilles, Pierre Hémard, Jean Laroche, Rémy Radix, die Brüder Pierre und Robert Chancel und Pierre Flahault.
Flahault war bereits knapp nach dem Ende des Zweiten Weltkriegs als Fahrer in Erscheinung getreten. Den Grand Prix des Frontières 1947 beendete er auf einem Fiat 508S als Sechster, knapp vier Minuten hinter dem Sieger Yves Giraud-Cabantous.
1949 gab er an der Seite von André Simon sein Debüt beim 24-Stunden-Rennen von Le Mans, fiel aber nach einem Motorschaden am Delahaye 175S vorzeitig aus. 1953 wurde er einer der Stammfahrer bei Monopole und bestritt seine Rennen vor allem mit Pierre Hémard als Partner. Seine beste Platzierung in Le Mans war der 13. Endrang 1954.
Er starb im März 2016.

## Statistik

### Le-Mans-Ergebnisse
| Jahr | Team                   | Fahrzeug           | Teamkollege    | Platzierung     | Ausfallgrund |
| ---- | ---------------------- | ------------------ | -------------- | --------------- | ------------ |
| 1949 | Charles Pozzi          | Delahaye 175S      | André Simon    | Ausfall         | Motorschaden |
| 1950 | Ecurie Lutetia         | Delahaye 175S      | Charles Pozzi  | Disqualifiziert |              |
| 1953 | Ets. Monopole          | Monopole X84       | Eugène Dussous | Ausfall         | Motorschaden |
| 1954 | Ets. Monopole          | Monopole X84       | Pierre Hémard  | Rang 13         |              |
| 1955 | Société Monopole       | Monopole X88       | Pierre Hémard  | Ausfall         | Unfall       |
| 1956 | Automobiles Panhard    | Monopole X89       | Pierre Hémard  | Ausfall         | Motorschaden |
| 1957 | Equipe Monopole Course | Monopole X88 Coupe | Robert Chancel | Ausfall         | Kurbelwelle  |

### Einzelergebnisse in der Sportwagen-Weltmeisterschaft
| Saison | Team     | Rennwagen    | 1   | 2   | 3   | 4   | 5   | 6   | 7   |
| ------ | -------- | ------------ | --- | --- | --- | --- | --- | --- | --- |
| 1953   | Monopole | Monopole X84 | SEB | MIM | LEM | SPA | NÜR | RTT | CAP |
| 1953   | Monopole | Monopole X84 | DNF |     |     |     |     |     |     |
| 1954   | Monopole | Monopole X84 | BUA | SEB | MIM | LEM | RTT | CAP |     |
| 1954   | Monopole | Monopole X84 | 13  |     |     |     |     |     |     |
| 1955   | Monopole | Monopole X88 | BUA | SEB | MIM | LEM | RTT | TAR |     |
| 1955   | Monopole | Monopole X88 | DNF |     |     |     |     |     |     |
| 1957   | Monopole | Monopole X88 | BUA | SEB | MIM | NÜR | LEM | KRI | CAR |
| 1957   | Monopole | Monopole X88 |     | DNF |     |     |     |     |     |